# 戴祠巷刘宅
29°53′21.75″N 121°33′33.92″E / 29.8893750°N 121.5594222°E
戴祠巷刘宅位于浙江省宁波市江北区戴祠巷5-7号，是宁波江北岸一座近代建筑。建筑包含两进三合院石库门院落以及花园水池茶厅。两进石库门建筑形制类似，均为面阔三间两弄二层楼房。茶厅高二层，面阔四间，依水池而建。建筑为江北岸现存唯一的临花园水池石库门建筑，2023年9月1日被列入宁波市文物保护单位。